# Eduard Schön

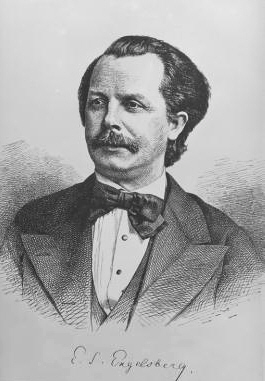

Eduard Schön (* 23. Jänner 1825 in Engelsberg; † 27. Mai 1879 in Deutsch Jaßnik) war ein österreichischer Ministerialrat, Dichter und Komponist für Männerchöre. Für seine künstlerische Tätigkeit verwendete er das Pseudonym E. S. Engelsberg.

## Leben

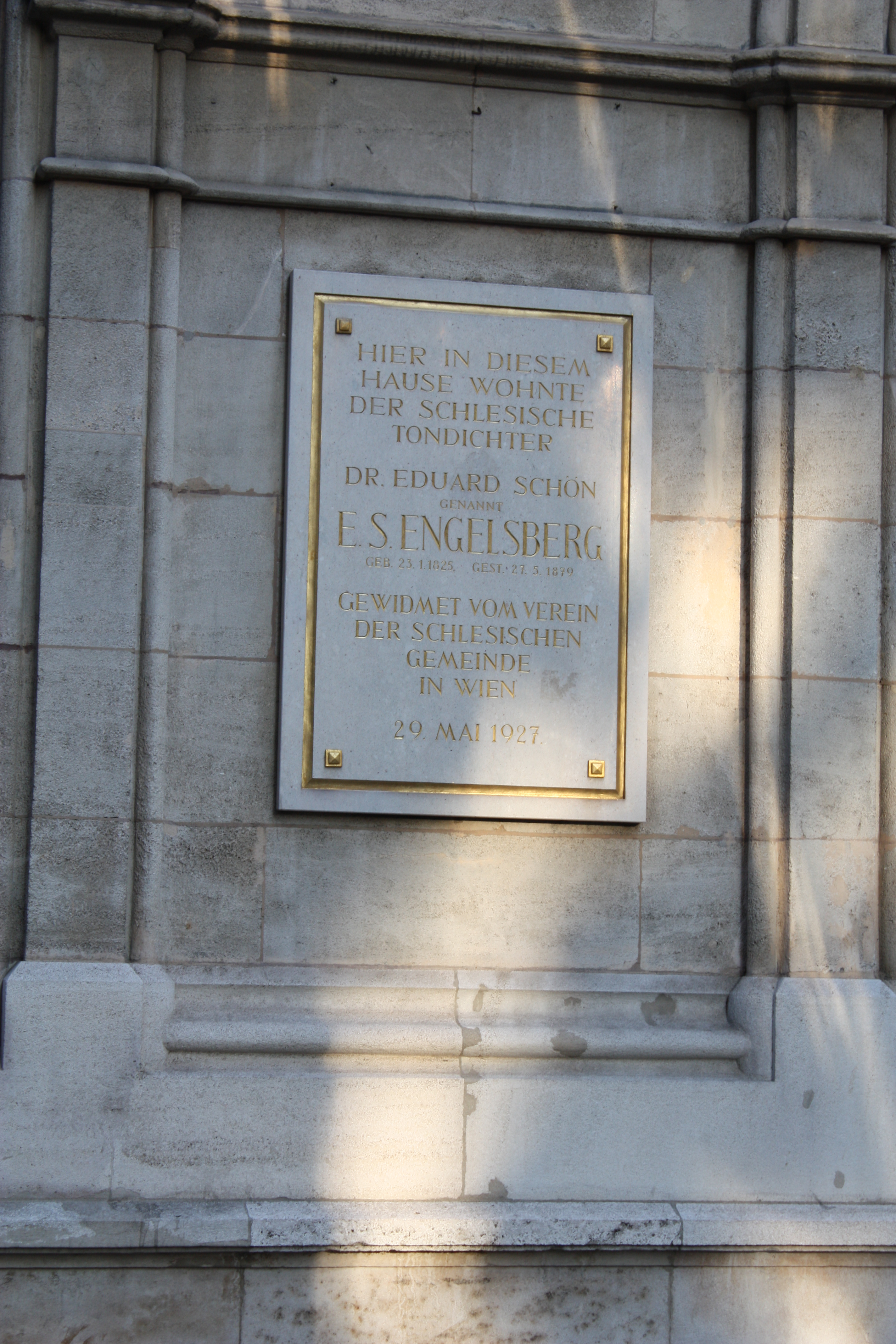
Gedenktafel an Eduard Schöns Wohnhaus in Wien

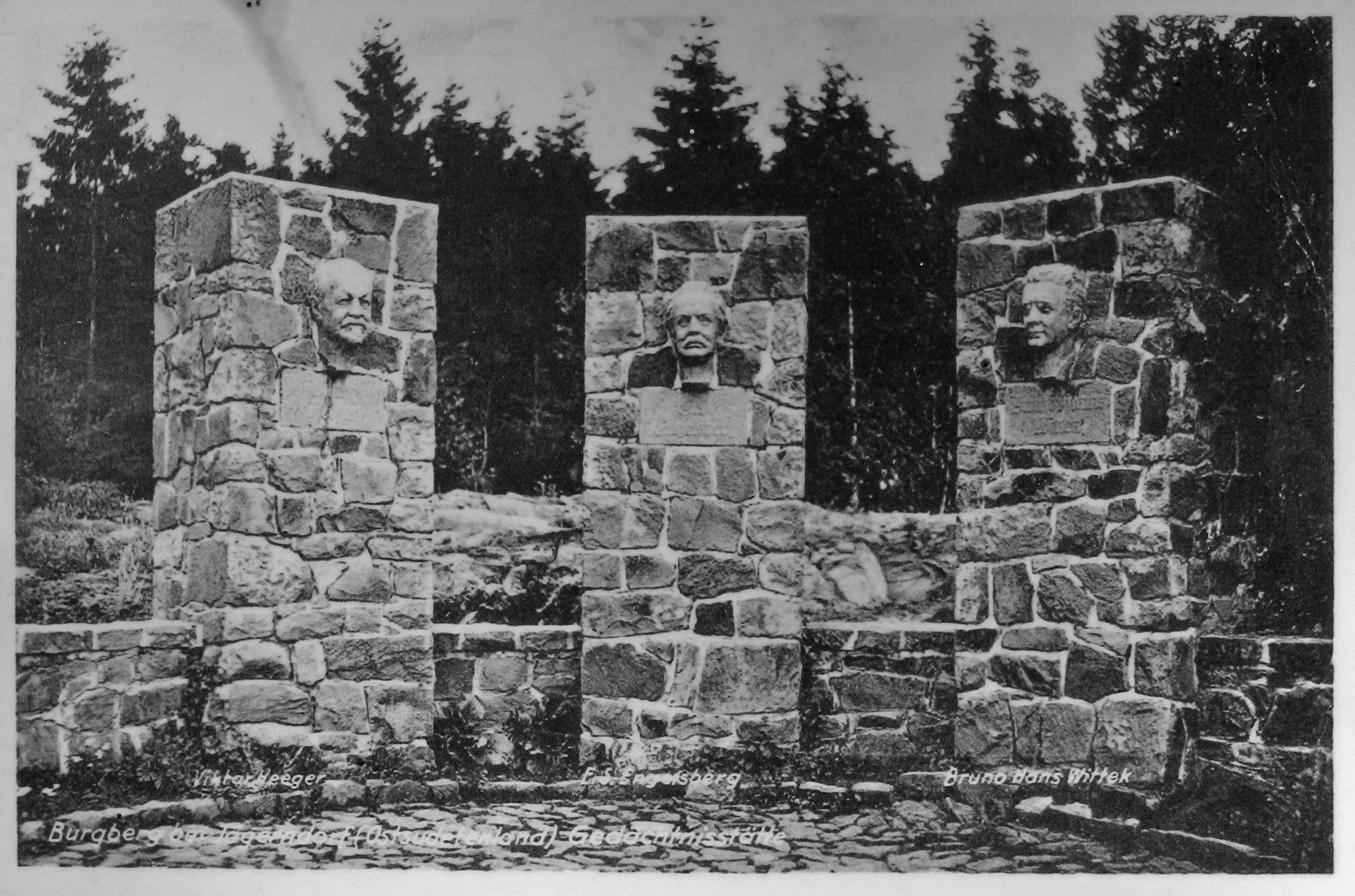
Ehem. Denkmal für Viktor Emanuel Heeger, Eduard Schön-Engelsberg und Bruno Hanns Wittek auf dem Burgberg (Cvilín) bei Jägerndorf (Krnov) in Schlesien

Schön war der Sohn des Webermeisters Anton Schön und seiner Frau Theresia geborene Schleser. Er wuchs im österreichisch-schlesischen Engelsberg auf und besuchte das Gymnasium in Olmütz. Ab 1846 studierte Schön an der Universität Wien Rechtswissenschaften und promovierte 1850 zum Dr. jur.
Ab 1851 arbeitete Schön im k. k. Finanzministerium und wurde 1860 zum Generalsekretär der Börsenkammer berufen. 1858 heiratete Schön in Wien Betty Held. 1866 verstarb seine Ehefrau an einer Typhuserkrankung.
Schön gehörte auch 1857–1867 der Direktion der Gesellschaft der Musikfreunde in Wien an.
Wegen einer Erkrankung wurde Schön vorzeitig pensioniert. 1879 verstarb er unerwartet während eines Kuraufenthaltes bei seinem Vetter, dem Konsistorialrat Adalbert Riedel in Deutsch Jaßnik. Seine letzte Ruhestätte fand Schön auf dem Grinzinger Friedhof (Gruppe MA, Nummer 32) in Wien in einem ehrenhalber gewidmeten Grab.
Im Jahr 1907 wurde in Wien-Landstraße (3. Bezirk) die Engelsberggasse nach ihm benannt. Auf dem Altvaterberg in Mähren befinden sich im Naturschutzgebiet zwischen dem Fernsehturm und der Chata Baborka Reste eines Denkmals für E. S. Engelsberg. Ein weiteres Denkmal für Engelsberg sowie Viktor Heeger und Bruno Hanns Wittek befand sich auf dem Burgberg von Jägerndorf und wurde nach dem Zweiten Weltkrieg entfernt.

## Werke
Schön dichtete und komponierte bereits seit seiner Gymnasialzeit. Während der Revolution von 1848 sympathisierte der Student mit den Aufständischen und schrieb die Melodie zu dem von Ignaz Machanek gedichteten "Deutschen Freiheitslied".
Nach seinem Eintritt in den Staatsdienst und dem Aufstieg zu einem hohen Beamten der Monarchie setzte Schön sein künstlerisches Wirken unter dem Pseudonym E. S. Engelsberg, das eine Hommage an seinen Geburtsort darstellt und die notwendige Distanz zum Staatsbeamten herstellte. Der Akademische Gesangverein und der Wiener Männergesangverein nahmen seine Lieder ab 1862 in ihr Repertoire auf.
Engelsberg komponierte u. a. 168 Chorwerke, 63 Lieder und 12 Kirchenmusikstücke.
- Deutsches Freiheitslied, 1848;  Bundeslied des Wiener Akademischen Gesangverein
- Italienisches Liederspiel
- Weißt du noch
- Waldmännchen